# Schwimmeuropameisterschaften 1927
Die 2. Schwimmeuropameisterschaften fanden vom 31. August bis 4. September 1927 in Bologna statt und wurden von der Ligue Européenne de Natation (LEN) veranstaltet.
Die Schwimmeuropameisterschaften 1927 beinhalteten Wettbewerbe im Schwimmen, Kunst- und Turmspringen sowie das Wasserballturnier der Männer.

## Beckenschwimmen

### Ergebnisse Männer
| Wettbewerb                 | Gold                                                                                 | Gold    | Silber                                                    | Silber  | Bronze                                                      | Bronze  |
| -------------------------- | ------------------------------------------------------------------------------------ | ------- | --------------------------------------------------------- | ------- | ----------------------------------------------------------- | ------- |
| 100 m Freistil             | Arne Borg Schweden                                                                   | 1:00.0  | István Bárány Ungarn                                      | 1:03.2  | August Heitmann Deutsches Reich                             | 1:03.4  |
| 400 m Freistil             | Arne Borg Schweden                                                                   | 5:08.6  | Herbert Heinrich Deutsches Reich                          | 5:15.8  | Václav Antoš Tschechoslowakei                               | 5:16.2  |
| 1500 m Freistil            | Arne Borg Schweden                                                                   | 19:07.2 | Giuseppe Perentin Italien                                 | 21:50.4 | Joachim Rademacher Deutsches Reich                          | 22:00.0 |
| 100 m Rücken               | Eskil Lundahl Schweden                                                               | 1:17.4  | Aladár Bitskey Ungarn                                     | 1:17.6  | Gustav Frölich Deutsches Reich                              | 1:17.8  |
| 200 m Brust                | Erich Rademacher Deutsches Reich                                                     | 2:55.2  | Wilhelm Prasse Deutsches Reich                            | 2:58.0  | Louis Van Parys Belgien                                     | 2:59.8  |
| 4 × 200 m Freistil Staffel | Deutsches Reich August Heitmann Joachim Rademacher Friedrich Berger Herbert Heinrich | 9:49.6  | Schweden Åke Borg Aulo Gustafsson Eskil Lundahl Arne Borg | 9:52.0  | Ungarn Géza Szigritz Rezső Wanié András Wanié István Bárány | 10:36.0 |

### Ergebnisse Frauen
| Wettbewerb                 | Gold                                                                         | Gold   | Silber                                                                   | Silber | Bronze                                                                  | Bronze |
| -------------------------- | ---------------------------------------------------------------------------- | ------ | ------------------------------------------------------------------------ | ------ | ----------------------------------------------------------------------- | ------ |
| 100 m Freistil             | Marie Vierdag Niederlande                                                    | 1:15.0 | Joyce Cooper Großbritannien                                              | 1:15.0 | Lotte Lehmann Deutsches Reich                                           | 1:16.1 |
| 400 m Freistil             | Marie Braun Niederlande                                                      | 6:11.8 | Marion Laverty Großbritannien                                            | 6:13.6 | Fritzi Löwy Österreich                                                  | 6:21.0 |
| 100 m Rücken               | Wilhelmina den Turk Niederlande                                              | 1:24.6 | Marie Braun Niederlande                                                  | 1:26.2 | Phyllis Harding Großbritannien                                          | 1:30.8 |
| 200 m Brust                | Hildegard Schrader Deutsches Reich                                           | 3:20.4 | Lotte Mühe Deutsches Reich                                               | 3:25.2 | Hedy Bienenfeld Österreich                                              | 3:27.0 |
| 4 × 100 m Freistil Staffel | Vereinigtes Königreich Marion Laverty Valerie Davies Ellen King Joyce Cooper | 5:11.0 | Niederlande Truus Klapwijk Wilhelmina den Turk Marie Braun Marie Vierdag | 5:11.6 | Deutsches Reich Lotte Lehmann Anni Rehborn Marianne Schmidt Reni Erkens | 5:12.8 |

## Kunst- und Turmspringen

### Ergebnisse Männer
| Wettbewerb | Gold                               | Silber                             | Bronze                |
| ---------- | ---------------------------------- | ---------------------------------- | --------------------- |
| 3 m        | Ewald Riebschläger Deutsches Reich | Edmund Lindmark Schweden           | Luciano Cozzi Italien |
| 10 m       | Hans Luber Deutsches Reich         | Ewald Riebschläger Deutsches Reich | Ezio Selva Italien    |

### Ergebnisse Frauen
| Wettbewerb | Gold                          | Silber                        | Bronze                        |
| ---------- | ----------------------------- | ----------------------------- | ----------------------------- |
| 3 m        | Klara Bornett Österreich      | Lini Söhnchen Deutsches Reich | Hanni Rehborn Deutsches Reich |
| 10 m       | Isabelle White Großbritannien | Irène Savollon Frankreich     | Eva Olliwier Schweden         |

## Wasserball

### Ergebnisse Männer
| Wettbewerb | Gold   | Silber     | Bronze  |
| ---------- | ------ | ---------- | ------- |
| Mannschaft | Ungarn | Frankreich | Belgien |